# Joseph Bouzeran
Joseph Bouzeran, né à Agen le 25 décembre 1799 (4 nivôse An VIII) y est mort le 2 novembre 1868. Ce fils de l'huissier agenais Jean-Baptiste Bouzeran La Boussole, et de son épouse Anne Aldigé, était un linguiste et grammairien français.

## Biographie
Titulaire d'une licence és-lettres obtenue à la faculté de Paris, il est professeur de rhétorique dans plusieurs établissements scolaires puis il fonde et ouvre  en 1831 à Cambrai un établissement d'instruction, dont il était propriétaire, qui prospère quelques années. Ses théories en matière d'enseignement sont appréciées. Ainsi, dans le recueil des Mémoires de l'Académie d'Arras (1832) sont publiées de très élogieuse Observations sur un mémoire de M Bouzeran, intitulé : Méthode naturelle, appliquée aux langues mortes pour faciliter et abréger les études, par M. Larzilliere, membre résidant. En 1839, Joseph Bouzeran est intégré dans l'Université. Mais son approche libertaire de la théorie du langage, dans une société où l'Église catholique régente la pensée, lui est professionnellement fatale. Il est destitué en novembre 1843 de sa chaire de rhétorique à Châteauroux pour avoir professé ses thèses linguistiques. Ce philologue est en effet l'auteur d'un Essai d'unité  linguistique raisonnée ou De la philosophie du Verbe dans la Trinité catholique (Trinité chrétienne) qui déplaît fortement à la hiérarchie catholique. Pire, il est enfermé à l'asile  de Charenton, aujourd'hui hôpital Esquirol à Charenton-Saint-Maurice (actuel Saint-Maurice), il y resta 31 mois. En 1846, il rentre à Agen où il finira sa vie assez pitoyablement. Il donne des chroniques au Papillon agenais qui les publie en 1852 et 1853. (Référence : Jules Andrieu, Bibliographie de l'Agenais). Certains de ses textes, comme L'Indépendance du pape au XIXe siècle, publié sous de pseudonyme de « Soubrena J. » sont réimprimés jusqu'en 1865.
À la fin du XVIIIe siècle, la famille Bouzeran, sans doute issue d'une lignée de juristes de Toulouse, notaires au XVIIe siècle, s'était ramifiée vers Cahors.